# Modelo de Solovay
En el campo matemático de teoría de conjuntos, el modelo de Solovay es un modelo construido por Robert M. Solovay (1970) en el que todos los axiomas de la teoría de conjuntos de Zermelo-Fraenkel se cumplen, a excepción del axioma de elección, pero en el que todos los conjuntos de números reales son medibles Lebesgue. La construcción se sustenta en la existencia de un cardinal inaccesible.
De esta forma Solovay demostró que el axioma de elección es esencial para la demostración de la existencia de un conjunto no medible, y garantizó que la existencia de un cardinal inaccesible es consistente con ZFC, los axiomas de Zermelo-Fraenkel incluyendo el axioma de elección.

## Afirmación
Con ZF se denota la teoría de conjuntos de Zermelo-Fraenkel, y con DC el axioma de elección dependiente.
El teorema de Solovay dice como sigue. Asumiendo la existencia de un cardinal inaccesible, existe un modelo interno a ZF+DC de una extensión forcing adecuada V[G] tal que todo conjunto de reales es medible Lebesgue, tiene la propiedad de conjunto perfecto, y tiene la propiedad de Baire.

## Construcción
Solovay construyó su modelo en dos pasos, comenzando con un modelo M de ZFC conteniendo un cardinal inaccesible κ.
El primer paso es tomar un colapso de Levy M[G] de M añadiendo un conjunto genérico G para la noción de forcing que colapsa todos los cardinales menores que κ a ω. Entonces M[G] es un modelo de ZFC con la propiedad de que todo conjunto de reales que es definible sobre una sucesión numerable de ordinales es medible Lebesgue, y tiene la propiedad de Baire y la de conjunto perfecto. Esto incluye todos los conjuntos de reales definibles y proyectivos; sin embargo, por razones relacionadas con el teorema de indefinitud de Tarski la noción de conjunto definible de reales no se puede definir en el lenguaje de teoría de conjuntos, mientras que la noción de conjunto de reales definible sobre una sucesión numerable de ordinales sí puede.
El segundo paso es construir el modelo de Solovay N como la clase de todos los conjuntos en M[G] que son hereditariamente definibles sobre una sucesión numerable de ordinales. El modelo N es un modelo interno de M[G] que satisface ZF + DC tal que todo conjunto de reales es medible Lebesgue, tiene la propiedad de conjunto perfecto y tiene la propiedad de Baire. Esta demostración hace uso del hecho de que todo real en M[G] es definible sobre una sucesión numerable de ordinales, y por tanto N y M[G] tienen los mismos reales.
En lugar de usar el modelo de Solovay N, se puede usar también el modelo interno más pequeño L(R) de M[G], que consiste en la clausura constructible de los números reales, que tiene propiedades similares.

## Complementos
Solovay sugirió en su artículo que el uso de un cardinal inaccesible podría no ser necesario. Varios autores probaron versiones más débiles del resultado de Solovay sin asumir la existencia de un cardinal inaccesible. En particular,Krivine (1969) probó que existe un modelo de ZFC en el que todo conjunto ordinal-definible de reales es medible, Solovay demostró que existe un modelo de ZF+DC en el que existe una extensión invariante-traslacional de la medida de Lebesgue a todos los subconjuntos de los reales, y Shelah (1984) demostró que existe un modelo en el que todos los conjuntos de reales tienen la propiedad de Baire (de forma que el cardinal inaccesible es innecesario en este caso).
El caso de la propiedad de conjunto perfecto lo resolvió Specker (1957), que probó (en ZF) que si todo conjunto de reales tiene la propiedad de conjunto perfecto y el primer cardinal no numerable ℵ1 es regular entonces ℵ1 es inaccesible en este modelo. Combinado con el resultado de Solovay, esto demuestra que la afirmación "Existe un cardinal inaccesible" y "Todo conjunto de reales tiene la propiedad de conjunto perfecto" son equiconsistentes en ZF.
Finalmente,Shelah (1984) demostró que la consistencia de un cardinal inaccesible es también necesaria para construir un modelo en el que todos los conjuntos de reales sean medibles Lebesgue. Más precisamente, demostró que si todo conjunto Σ1
3 de reales es medible entonces el primer cardinal no numerable ℵ1 es inaccesible en este modelo, de forma que la condición sobre un cardinal inaccesible no se puede obviar del teorema de Solovay. Shelah también probó que la condición Σ1
3 es cercana a la mejor posible construyendo un modelo (sin usar un cardinal inaccesible) en el que todos los conjuntos Δ1
3 de reales son medibles.Raisonnier (1984),Stern (1985) y Miller (1989) detallaron en sus artículos este resultado.Shelah y Woodin (1990) demostraron que si existen cardinales supercompactos, entonces todo conjunto de reales en L(R), los conjuntos constructibles generados por los reales, es medible Lebesgue y tiene la propiedad de Baire. Esto incluye todo conjunto de reales "razonablemente definible".